# Antoni Śpiewak
Antoni Franciszek Śpiewak (ur. 4 marca 1895 w Dąbrówce Pniowskiej, zm. 24 grudnia 1943 w Krakowie) – żołnierz Legionów Polskich, oficer armii austriackiej i Wojska Polskiego w II Rzeczypospolitej, kawaler Orderu Virtuti Militari.

## Życiorys
Urodził się w rodzinie Wojciecha i Katarzyny z Tysów. Absolwent Uniwersytetu Jagiellońskiego. Członek Związku Strzeleckiego.
W 1914 wstąpił do Legionów Polskich. Po kryzysie przysięgowym wcielony do armii austriackiej. Ukończył kurs oficerów rezerwy artylerii w Preszburgu. Brał udział w walkach pod Krzywopłotami, nad Nidą i Styrem.
W listopadzie 1918 wstąpił do odrodzonego Wojska Polskiego. W stopniu podporucznika walczył w Galicji Wschodniej, nad Dźwiną, na Łotwie, nad Berezyną, na Wołyniu, Polesiu i Białorusi. Za bohaterstwo w walce odznaczony został Krzyżem Srebrnym Orderu Virtuti Militari. Po wojnie zdemobilizowany. Na stopień kapitana został mianowany ze starszeństwem z dniem 19 marca 1939 i 2. lokatą w korpusie oficerów rezerwy artylerii.
W 1923 uzyskał doktorat na Uniwersytecie Jagiellońskim. Pracował w różnych kancelariach na terenie Krakowa. Tu też zmarł. Spoczywa na cmentarzu Rakowickim (Kwatera: Q, Rząd: 10, Miejsce: 21). 
Był żonaty z Janiną z Mermonów; dzieci: Łucja i Tomasz.

## Ordery i odznaczenia
- Krzyż Srebrny Orderu Virtuti Militari nr 7537
- Krzyż Niepodległości (25 lipca 1933)[3]
- Krzyż Walecznych (dwukrotnie)